# Seidenakazie Elsasser Straße 11
Die Seidenakazie Elsasser Straße 11 in der Johannstadt ist ein als Einzelbaum ausgewiesenes Naturdenkmal (ND 123) in Dresden. Dieses zweistämmige Exemplar der in Mitteleuropa seltenen Seidenakazie (Albizia julibrissin) mit Stammumfängen von 70 und 55 cm und einem Kronendurchmesser von 10 Metern bei einer Höhe von 13 Metern ist in seiner Größe einmalig in Dresden. Obgleich die Art nicht ausreichend frosthart ist, hat dieser Baum die in seiner persischen bis ostasiatischen Heimat übliche Größe erreicht.

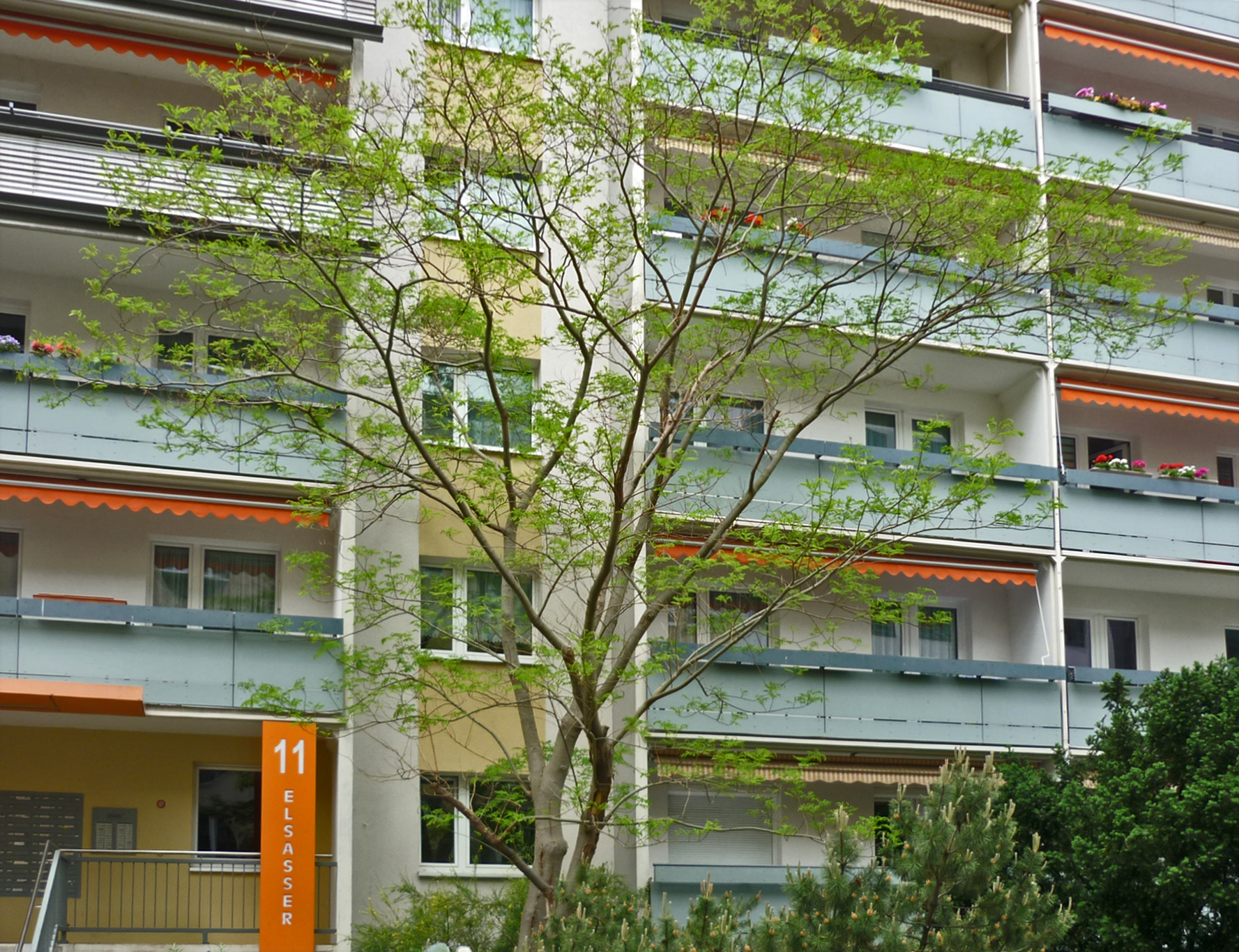
Seidenakazie neben dem Eingang zur Elsasser Straße 11

Seit 1990 sind die Blütenstände jährlich entwickelt und es werden keimfähige Samen gebildet. Der Baum ist zugleich schön und wissenschaftlich „sehr interessant und wichtig“. Anfang der 2010er war die Landeshauptstadt Dresden als Untere Naturschutzbehörde bestrebt, „39 besonders wertvolle Bäume an 29 Standorten als Naturdenkmale“ unter Schutz zu stellen. Auf Altstädter Seite des Vorstadtgürtels betraf dies neben dieser Seidenakazie die Drei Eiben Blochmannstraße 2. Die Festsetzung der Seidenakazie als Naturdenkmal erfolgte im Januar 2015 mittels einer Verordnung. Der Schutzbereich erstreckt sich unter der gesamten Krone zuzüglich 3 Metern im Umkreis, mindestens jedoch 9 Meter von der Stammmitte.
Gerade noch in Sichtweite dieses rechts des Eingangs zur Elsasser Straße 11 stehenden Baums befinden sich die bis zum nahegelegenen Güntzplatz reichenden und seit 1999 als Naturdenkmal geschützten Flatter-Ulmen Sachsenplatz.